# 纳姆洛斯
纳姆洛斯是奥地利蒂罗尔州罗伊特县的一个市镇。总面积28.76平方公里，总人口103人，人口密度3.6人/平方公里（2005年）。